# Diego Latorre
Diego Fernando Latorre (Buenos Aires, 4 de agosto de 1969) es un exfutbolista, director técnico y actual comentarista deportivo argentino. Desde el 2020 trabaja en la cadena ESPN, siendo el principal comentarista de la señal, y acompañando a Sebastián Vignolo y a Mariano Closs en las transmisiones deportivas de la Copa Libertadores o la Liga Profesional por ESPN y ESPN Premium.
Formado futbolísticamente en el Club Atlético Boca Juniors, Latorre debutó con los xeneizes en la temporada 1987/88. Un delantero y mediocampista talentoso y desequilibrante, pasó cinco temporadas en el club, en donde consiguió la Supercopa Sudamericana 1989 y la Recopa 1990, formando una recordada dupla en ataque con Gabriel Batistuta. En 1992 fue fichado por la Fiorentina de la Serie A de Italia, donde no tuvo mucho rodaje, recayendo en el Tenerife de la Primera División de España; dirigido por Jorge Valdano, sería figura en uno de los mejores equipos de la historia del club, obteniendo la clasificación a competencias europeas por primera vez. Tras un corto paso por el Salamanca, regresó a Boca Juniors en la temporada 1996/97. A pesar de volver a destacarse como uno de los mejores jugadores del club, su segunda etapa se volvería más turbulenta, acabando en ser descartado por Carlos Bianchi en su llegada a la dirección técnica durante el verano de 1998. Pasaría a Racing, y en sus últimos años de carrera jugaría en varios clubes de Argentina y México hasta su retiro en el Alacranes mexicano en 2005.
Fue internacional con la Selección Argentina, debutando en 1991 y disputando la Copa América de ese mismo año que la selección ganó. Disputó seis partidos y convirtió un solo gol. Tras su retiro como futbolista, Latorre se embarcaría en una exitosa carrera periodística como comentarista y analista para varios medios importantes de Argentina.

## Futbolista

### Boca Juniors
Es descubierto en 1987 por un ojeador de Boca Juniors. Debido a sus cualidades, no pasó por las categorías inferiores y formó así parte de la primera plantilla de «Boca Juniors».
Debutó el 18 de octubre de 1987, en el partido que los enfrentaba a Platense. Aunque perdieron el partido 3-1, marcó su primer gol como profesional.
En esa misma temporada, dentro de la liguilla pre-libertadores, marcaría 5 goles.
En el partido de vuelta, contra Instituto de Córdoba, conseguirá su primer triplete, tras una asistencia de Paulo Martínez dándole la victoria a Boca 3-2 (con un marcador global de 7-4 a favor de los xeneizes).
En el año 1989 se proclamó campeón de la Supercopa Sudamericana con Boca. En el Torneo Clausura 1991 formó una histórica delantera junto a Alfredo Graciani y Gabriel Batistuta. Batistuta lograría, en esa temporada, 11 goles y Diego, 9. Boca terminó invicto esa segunda rueda del año futbolístico y logró un increíble registro: de 19 partidos jugados, ganaron 13 y empataron 6. Sin embargo, en la final para decidir al campeón nacional de la temporada 90-91, Boca Juniors cayó contra Newell´s en la definición por penales y los xeneizes no pudieron lograr el título nacional oficial, que se hacía esperar desde 1981.
Esta fenomenal temporada lo llevaría a ponerse la camiseta albiceleste, con la que luciría el número 11. Durante un amistoso contra Brasil marcaría su primer gol con la selección, ganando Argentina por 2-1.
Tras la marcha de Batistuta al fútbol europeo y Diego participando con la selección en la Copa América, disputada en Chile, Boca quedaría subcampeón. 
Lograría su mejor registro goleador en el Torneo Clausura 1992, anotando 12 goles, superando los 11 de Batistuta del torneo anterior. A pesar de ello, sus goles no le sirvieron a Boca para proclamarse campeón, ya que quedaron cuartos.

### Fiorentina
Al término de ese torneo se marcharía a Italia luego de haber firmado para jugar en la Fiorentina. Allí sólo jugaría en la temporada 1992-1993, disputando nada más que 2 partidos.

### Tenerife
Tras este frustrado intento de dar el salto al fútbol europeo fue fichado por el CD Tenerife, donde permaneció durante 4 temporadas, convirtiéndose junto a Dertycia en dos de los jugadores más queridos por la afición. Se destaca el partido de Copa del Rey ante el Real Madrid en el Estadio Santiago Bernabéu, en el que entre los dos eliminaron al equipo blanco bajo una lluvia de asientos. Durante su etapa blanquiazul jugó 69 partidos, consiguiendo marcar 15 goles, siendo su mejor registro el de la temporada 1994-95 con 8 goles.

### Salamanca
Tras terminar su etapa en el Tenerife decide pasar al Salamanca, donde compartiría vestuario con un antiguo compañero suyo de la isla, Chemo del Solar. En este club jugó 22 partidos y marcó sólo un gol.

### Segunda etapa en Boca Juniors
Decidió poner punto final a su aventura europea y volvió al equipo que lo vio nacer futbolísticamente, Boca Juniors, el plantel xeneize se renovó con refuerzos de renombre, como Fernando Cáceres, Julio César Toresani (+), Diego Cagna, Sebastián Rambert, Hugo Romeo Guerra (+), Roberto Pompei y un juvenil Juan Román Riquelme, con el que consiguió 4 goles en el Torneo Apertura 1996. Luego, en el Torneo Clausura 1997, marcó 5 goles. En el Torneo Apertura 1997 ayudó a Boca a lograr el subcampeonato, llegando a ser el máximo goleador de su equipo con 9 goles.
En el año 1998 formó tándem en la delantera junto a Claudio Caniggia, marcando 5 goles. Ese año Boca pasaba una época difícil, llena de problemas internos. Cansado de que lo señalasen como único culpable de los últimos traspiés de Boca, Latorre les contestó con una frase que causó revuelo: «Boca parece un cabaret».
Esto le hizo ganarse la enemistad de la hinchada, por lo que decidió hacer las valijas y cambiar de aires. En total vistió la camiseta de Boca en 242 partidos y anotó 77 goles.

### Racing Club
Debido a la insistencia de Ángel Cappa, un viejo conocido suyo con el que había coincidido en el Tenerife, llegó a Racing Club en 1998. Racing acabó el Torneo Apertura de ese año en la tercera posición, y Latorre se convirtió en el máximo goleador del equipo en el campeonato con 9 goles. Tras la marcha de su entrenador, el Torneo Clausura 1999 se convirtió en su peor campeonato, ya que sólo marcó un gol. En el año 1999, durante un enfrentamiento entre Racing y Boca por un Torneo de Verano, luego de meter un gol a su ex-equipo, corrió hacia la hinchada y se tapó la nariz. Con este acto terminó empeorando la relación con la hinchada xeneize.

### Cruz Azul
El 14 de agosto de 1999, firma con el Cruz Azul de la liga mexicana. En su etapa como cementero tuvo un buen rendimiento y llegó a conseguir el subcampeonato.

### Rosario Central y Chacarita Juniors
Volvería a la Argentina, donde pasó efímeramente por Rosario Central y Chacarita Juniors.

### Atlético Celaya
En 2001, decide volver a México para jugar en el Atlético Celaya, donde permanecería 2 temporadas. En 2003 cambiaría de equipo pero no de liga, yéndose a Dorados de Culiacán, donde no terminaría la temporada.

### Comunicaciones
Ese mismo año se marcharía a jugar a la liga de Guatemala con el Comunicaciones de Guatemala, equipo en el cual permaneció una temporada y con el que se coronó campeón del Clausura 2003. Latorre anotó el gol de oro en la final de dicho torneo, en la victoria "Crema" 3 a 2 ante Cobán Imperial.

### Durango
En el año 2005 cambia nuevamente de equipo y es contratado por Alacranes de Durango, en la categoría de Ascenso del fútbol mexicano, donde se retira de la actividad profesional.

## Comentarista y periodista
Actualmente se desempeña como comentarista deportivo en ESPN Latinoamérica. Lo hace en diferentes competencias, como la Copa Libertadores de América, Liga de Campeones de la UEFA y Liga Europa de la UEFA. A su vez, forma parte de las transmisiones de los partidos de la Primera División Argentina en ESPN Premium. En general hace dupla con los relatores Juan Manuel Pons, Mariano Closs o Sebastián Vignolo. A partir del 2020 comenta partidos de la Copa Libertadores por ESPN, además de hacerlo por Fox Sports.
También es el comentarista argentino en la saga eFootball
Ha sido también panelista del programa Fox Sports Radio, acompañando a Sebastián Vignolo, y del programa La Llave del Gol, conducido por Raúl Taquini. En octubre de 2013 ganó el Martín Fierro de Cable, en la terna «Labor Periodística Deportiva» por su desempeño en los programas Fox Sports Radio y Debate Final. Entre 2013 y 2016 participó en la televisación de los partidos del fútbol argentino en Fútbol para todos, y después para Canal 13, junto a Sebastián Vignolo. Gracias a su trabajo como comentarista tuvo la oportunidad de ser contratado por la TV Pública para cubrir y transmitir los partidos de la Selección Argentina en los Mundiales de Brasil 2014 y Rusia 2018, además de diferentes ediciones de la Copa América.

## Programas de televisión
- 90 Minutos de Fútbol (2008-2011)
- Fox Sports Radio Argentina (2014-2019)
- La Llave del Gol (2016-2018)
- ESPN Equipo F (2021-2023)
- ESPN F90 (2020) (2024-presente)
- ESPN F Táctico (2021-presente)

## Estadísticas

### Clubes
| Boca Juniors Argentina | 1.ª                 | 1987-88             | 12  | 7   | — | — | —  | —  | 12  | 7   | 0.58 |
| Boca Juniors Argentina | 1.ª                 | 1988-89             | 22  | 6   | — | — | 7  | 1  | 29  | 7   | 0.24 |
| Boca Juniors Argentina | 1.ª                 | 1989-90             | 37  | 7   | — | — | 6  | 1  | 43  | 8   | 0.19 |
| Boca Juniors Argentina | 1.ª                 | 1990-91             | 38  | 11  | — | — | 12 | 5  | 50  | 16  | 0.32 |
| Boca Juniors Argentina | 1.ª                 | 1991-92             | 33  | 14  | — | — | 1  | 0  | 34  | 14  | 0.41 |
| ACF Fiorentina · Italia | 1.ª                 | 1992-93             | 2   | 0   | — | — | —  | —  | 2   | 0   | 0    |
| CD Tenerife · España | 1.ª                 |                     |     |     |   |   |    |    |     |     |      |
| CD Tenerife · España | 1.ª                 | 1993                | 13  | 0   | — | — | —  | —  | 13  | 0   | 0    |
| CD Tenerife · España | 1.ª                 | 1993-94             | 29  | 7   | 6 | 4 | 5  | 0  | 40  | 11  | 0.28 |
| CD Tenerife · España | 1.ª                 | 1994-95             | 25  | 8   | 2 | 0 | —  | —  | 27  | 8   | 0.3  |
| CD Tenerife · España | 1.ª                 | 1995                | 2   | 0   | 1 | 0 | —  | —  | 3   | 0   | 0    |
| CD Tenerife · España | Total club          | Total club          | 69  | 15  | 9 | 4 | 5  | 0  | 83  | 19  | 0.23 |
| UD Salamanca · España | 1.ª                 | 1995-96             | 23  | 1   | — | — | —  | —  | 23  | 1   | 0.04 |
| Boca Juniors Argentina | 1.ª                 | 1996-97             | 35  | 9   | — | — | 5  | 1  | 40  | 10  | 0.25 |
| Boca Juniors Argentina | 1.ª                 | 1997-98             | 30  | 14  | — | — | 4  | 1  | 34  | 15  | 0.44 |
| Boca Juniors Argentina | Total club          | Total club          | 207 | 68  | 0 | 0 | 35 | 9  | 242 | 77  | 0.32 |
| Racing Club Argentina | 1.ª                 | 1998-99             | 28  | 10  | — | — | 5  | 1  | 33  | 11  | 0.33 |
| Cruz Azul · México | 1.ª                 | 1999                | 14  | 4   | — | — | —  | —  | 14  | 4   | 0.29 |
| Rosario Central Argentina | 1.ª                 | 2000                | 14  | 2   | — | — | 5  | 2  | 19  | 4   | 0.21 |
| Chacarita Juniors Argentina | 1.ª                 | 2000                | 9   | 1   | — | — | —  | —  | 9   | 1   | 0.11 |
| Atlético Celaya · México | 1.ª                 |                     |     |     |   |   |    |    |     |     |      |
| Atlético Celaya · México | 1.ª                 | 2001                | 17  | 8   | — | — | —  | —  | 17  | 8   | 0.47 |
| Atlético Celaya · México | 1.ª                 | 2001-02             | 32  | 11  | — | — | —  | —  | 32  | 11  | 0.34 |
| Atlético Celaya · México | 1.ª                 | 2002                | 19  | 8   | — | — | —  | —  | 19  | 8   | 0.42 |
| Atlético Celaya · México | Total club          | Total club          | 68  | 27  | 0 | 0 | 0  | 0  | 68  | 27  | 0.4  |
| Comunicaciones · Guatemala | 1.ª                 | 2003                | 20  | 12  | — | — | —  | —  | 20  | 12  | 0.6  |
| Dorados de Sinaloa · México | 2.ª                 | 2003                | 23  | 12  | — | — | —  | —  | 23  | 12  | 0.52 |
| Comunicaciones · Guatemala | 1.ª                 | 2004                | 10  | 4   | — | — | —  | —  | 10  | 4   | 0.4  |
| Comunicaciones · Guatemala | 1.ª                 | 2004                | 15  | 5   | — | — | —  | —  | 15  | 5   | 0.33 |
| Comunicaciones · Guatemala | Total club          | Total club          | 45  | 21  | 0 | 0 | 0  | 0  | 45  | 21  | 0.47 |
| Alacranes de Durango · México | 2.ª                 |                     |     |     |   |   |    |    |     |     |      |
| Alacranes de Durango · México | 2.ª                 | 2005                | 13  | 0   | — | — | —  | —  | 13  | 0   | 0    |
| Alacranes de Durango · México | Total club          | Total club          | 13  | 0   | 0 | 0 | 0  | 0  | 13  | 0   | 0    |
| Total en su carrera | Total en su carrera | Total en su carrera | 515 | 161 | 9 | 4 | 50 | 12 | 574 | 177 | 0.31 |
| (1) Incluye datos de la Copa del Rey (1993-95). (2) Incluye datos de la Copa Libertadores (1989-00); Supercopa Sudamericana (1989-97); Recopa Sudamericana (1990); Copa de la UEFA (1993); Copa Mercosur (1998). (3) Media de goles por encuentro. No incluye goles en partidos amistosos. |                     |                     |     |     |   |   |    |    |     |     |      |

## Palmarés

### Campeonatos nacionales
| Título        | Equipo         | País      | Año    |
| ------------- | -------------- | --------- | ------ |
| Liga Nacional | Comunicaciones | Guatemala | C-2003 |
| Ascenso MX    | Dorados        | México    | 2003   |

### Campeonatos internacionales
| Título                 | Equipo                 | Sede         | Año  |
| ---------------------- | ---------------------- | ------------ | ---- |
| Supercopa Sudamericana | Boca Juniors           | Avellaneda   | 1989 |
| Recopa Sudamericana    | Boca Juniors           | Miami        | 1990 |
| Copa América           | Selección de Argentina | Chile        | 1991 |
| Copa Máster            | Boca Juniors           | Buenos Aires | 1992 |

### Distinciones individuales
| Distinción                                                                      | Año    |
| ------------------------------------------------------------------------------- | ------ |
| Futbolista Sudamericano del Año en el Mundo (El Mundo, Venezuela): 7° posición. | 1991   |
| Futbolista del año en Sudamérica (El País, Uruguay): 10° posición.              | 1991   |
| Equipo Ideal de América                                                         | 1991   |
| Máximo goleador de Primera División (9 goles)                                   | C-1992 |
| Trofeo Juan Carlos Plata al máximo goleador de la Liga Nacional (11 goles)      | C-2003 |